# Hyposidra vampyraria
Hyposidra vampyraria är en fjärilsart som beskrevs av Pieter Cornelius Tobias Snellen 1881. Hyposidra vampyraria ingår i släktet Hyposidra och familjen mätare. Inga underarter finns listade i Catalogue of Life.